# Mozra
Mozra (tiếng Ả Rập: الموزرة) là một ngôi làng Syria nằm ở Ihsim Nahiyah ở huyện Ariha, Idlib. Theo Cục Thống kê Trung ương Syria (CBS), Mozra có dân số 3993 trong cuộc điều tra dân số năm 2004.